# GSC3175-504
GSC3175-504 — хімічно пекулярна зоря спектрального класу A4, що має видиму зоряну величину в смузі V приблизно  8,9.
Вона  розташована на відстані близько 862,8 світлових років від Сонця.